# Garckea elongata
Garckea elongata là một loài rêu trong họ Ditrichaceae. Loài này được Renauld & Cardot mô tả khoa học đầu tiên năm 1900.